# La joven de la perla
La joven de la perla o Muchacha con turbante es una de las obras maestras del pintor neerlandés Johannes Vermeer, realizada entre 1665 y 1667. Como el nombre indica, utiliza un pendiente de perla como punto focal. La pintura se encuentra actualmente en el museo Mauritshuis de La Haya.

## Origen
Recientes escritos sobre Vermeer apuntan a que la imagen era un tronie, nombre que se daba en Holanda en el siglo XVII a las efigies peculiares o expresivas, de uso decorativo, que no tenían intención de ser un retrato identificable y que en muchos casos los pintores producían para demostrar su pericia. 
Tras la mayor y más reciente restauración del cuadro en 1994, la sutil combinación del color y la íntima mirada fija de la chica hacia el espectador se han realzado mucho. Tal realce se debe a un contraste entre un fondo muy oscuro y lo que se puede ver del cuerpo vestido de la muchacha; es decir, hay un tenebrismo que en este caso resulta casi caravaggiano, aunque sin las actitudes dramáticas del estilo, y se mantiene la típica y cristalina tranquilidad que caracteriza a la mayor parte de las obras de Vermeer de Delft.
Siguiendo los consejos de Victor de Stuer, quien durante años intentó prevenir que las raras obras de Vermeer se vendieran a grupos de extranjeros, A. A. des Tombe compró la obra en una subasta en La Haya en 1881 por solo dos florines y treinta céntimos. En ese momento, su estado de conservación era muy malo. Des Tombe murió sin herederos y donó este y otros cuadros al museo Mauritshuis en 1902.
En 1937, una obra muy similar, que en ese momento también se atribuía a Vermeer, fue donada por el coleccionista Andrew W. Mellon a la Galería Nacional de Arte de Washington D. C. Está ampliamente considerada hoy en día como falsa. El experto en Vermeer, Arthur Wheelock, alegó en un estudio de 1995 que este otro cuadro es obra del artista y falsificador del siglo XX Theo van Wijngaarden, un amigo de Han van Meegeren.